# Władysław Srzednicki

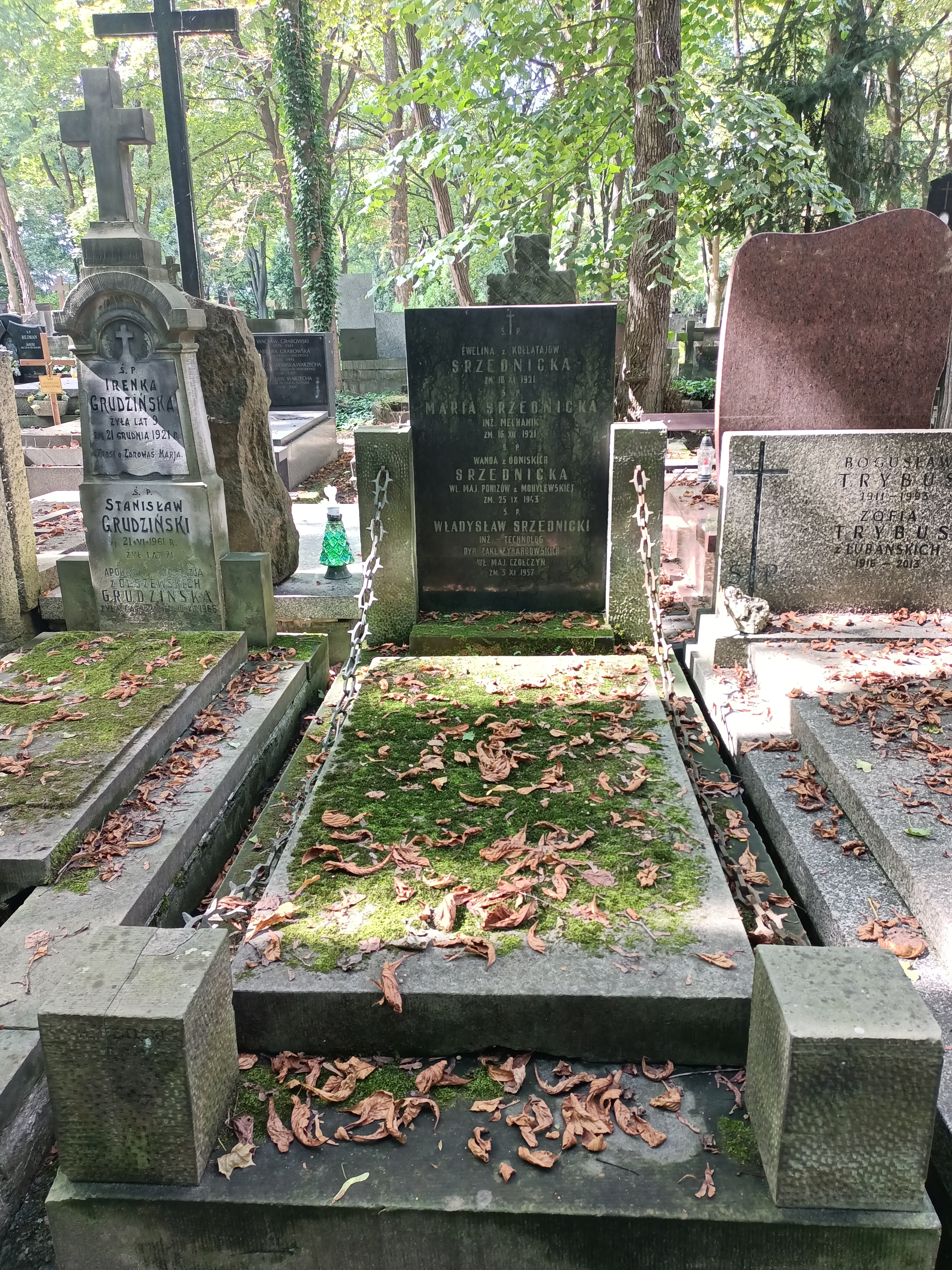
Grób Władysława Strzednickiego na Cmentarzu Powązkowskim w Warszawie

Władysław Franciszek Srzednicki (ur. 1 listopada 1875 w Penzie, zm. 3 listopada 1957 w Warszawie) – polski inżynier technolog, wieloletni dyrektor Zakładów Żyrardowskich.

## Życiorys
Ukończył gimnazjum klasyczne w Penzie (1896) a następnie Wydział Mechaniczny Instytutu Technologicznego w Petersburgu (1901). Podczas studiów działał w petersburskiej organizacji PPS oraz został członkiem Związku Młodzieży Postępowo-Niepodległościowej. Z powodu udziału w demonstracjach miał kłopoty z carską policją.
Po ukończeniu studiów pracował w Biurze Technicznym w Petersburgu. Następnie pracował jako inżynier ruchu w fabryce włókienniczej Leontiewów w Petersburgu (1902–1908) i zakładach przemysłu bawełnianego Jasiunińskich w Kochnie koło Iwanowo-Wozniesieńska w gub. włodzimierskiej (1908–1914).  Potem był dyrektorem papierni w Kuwszynowie w gub. twerskiej (1914–1917). Od wiosny 1917 był dyrektorem technicznym dużej fabryki włókienniczej w Petersburgu. Był także działaczem Polskiego Komitetu Demokratycznego w tym mieście.
Po powrocie do kraju latem 1918 był wicedyrektorem Departamentu Odbudowy Przemysłu w Min. Przemysłu i Handlu. Od września 1919 zarządca Państwowych Zakładów Żyrardowskich, utworzonych z opuszczonego przez głównych akcjonariuszy Towarzystwa Akcyjnego „HieIle & Dietrich”. W tym czasie kierował odbudową zakładów zniszczonych podczas I wojny światowej przez armię rosyjską, zwiększając zatrudnienie z 550 osób do prawie 5500 osób. Zadbał też o zaplecze socjalne, m.in. odnowił działalność szpitala fabrycznego, domu starców, ochronki i przedszkola dla dzieci oraz szkoły kształcącej majstrów fabrycznych. Po przejęciu w maju 1923 Zakładów Żyrardowskich przez francuskie konsorcjum «Comptoir de l'Industrie Cotonniere» kierowane przez M. Boussaca opuścił swe stanowisko i został naczelnym dyrektorem fabryki bawełnianej S.A. „S. Rosenblau” (1924–1929). Wiosną 1929 został naczelnym dyrektorem ogólnopolskiego Związku Przemysłu Włókienniczego z siedzibą w Łodzi. Potem był prezesem zarządu łódzkich Składów Towarowych „Warrant” S.A. Był także członkiem władz łódzkich Stronnictwa Prawicy Narodowej, przewodniczącym Stow. Ekonomistów Polskich w Łodzi, członkiem zarządu Koła Inżynierów Technologów Petersburskich przy Stowarzyszeniu Techników Polskich. W latach 1930–1933 był członkiem Rady, Zarządu oraz Rady Kartelowej Centralnego Związku Polskiego Przemysłu, Górnictwa, Handlu i Finansów. Po przejęciu z powrotem przez państwo zakładów żyrardowskich z rąk Francuzów w 1934 był jednym z trzech sekwestratorów, a następnie od 1937 prezesem zarządu S.A. „Źyrardów” oraz dyrektorem naczelnym jej zakładów. Zrezygnował z tych funkcji w przededniu drugiej wojny światowej, protestując przeciw niekorzystnym, jego zdaniem, decyzjom właścicieli. Był także właścicielem majątku Czołczyn. W okresie międzywojennym ogłosił kilka artykułów poświęconych sprawom Żyrardowa i problematyce uprawy lnu.
W okresie II wojny światowej prowadził biuro techniczno-handlowe w Warszawie. Podczas powstania warszawskiego w 1944 w którym utracił cały swój majątek przebywał poza stolicą. Po wojnie był najpierw dyrektorem technicznym w Państwowych Zakładach Bawełnianych Nr 8 w Łodzi, a następnie  doradcą technicznym i komisarzem oszczędnościowym w Zakładach Przemysłu Bawełnianego im. Rewolucji 1905. W latach 1946–1948 wicedyrektor techniczny w Państwowych Zakładach Przemysłu Bawełnianego Nr 14 w Łodzi i prezesem zarządu spółki „Warrant”. W 1948 przeszedł na emeryturę i zamieszkał w Warszawie. Pochowany na cmentarzu Powązkowskim w Warszawie (kwatera 319, rząd 1, miejsce 11).

## Odznaczenia
- Złoty Krzyż Zasługi

## Życie prywatne
Był synem Wojciecha i Eweliny z Kołłątajów, pochodzącej z rodziny powstańców styczniowych, starszym bratem lekarza i generała WP Jana Kołłątaja-Srzednickiego (1883–1944). Od 1907 mąż absolwentki warszawskiego Konserwatorium Muzycznego i właścicielki Poniżowa w gub. mohylewskiej Marii Wandy z Obmińskich (1880–1943). Mieli córkę, uczestniczkę powstania warszawskiego i inżyniera rolnictwa, Wandę (1915–1991) żonę Jana Lubińskiego oraz syna, absolwenta SGGW, Zygmunta (1920–1987).